# Алдер, Майк
Майк Алдер (англ. Michael D. Alder); — австралийский математик, бывший доцент Университета Западной Австралии. Известен благодаря своим сардоническим статьям об отсутствии базовых навыков арифметики у подростков.

## Пылающий лазерный меч Ньютона
«Пылающий лазерный меч Ньютона», также известный как «Бритва Алдера», — это методологический принцип, разработанный Алдером в эссе «Пылающий лазерный меч Ньютона, или: Почему математики и учёные не любят философию, но все равно ею занимаются». В эссе Алдер описал противоречивые позиции учёных по эпистемологическим вопросам. Главный принцип, положенный в основу «Меча»: «то, что нельзя подтвердить экспериментом, не стоит обсуждать». Эссе было опубликовано в журнале Philosophy Now в 2004 году. Данный принцип вдохновлён, по словам Алдера, Исааком Ньютоном, а называется «пылающим лазерным мечом», потому что он «острее и опаснее, чем Бритва Оккама».
Алдер пишет, что учёные не склонны относиться к философии с уважением и считают её «чем-то между социологией и литературной критикой». Он резко критикует влияние греческой философии — в особенности платонизма — на современную философию. Алдер противопоставляет попперовский подход платонизму, который он называет «чистой причинностью». Он иллюстрирует это парадоксом непреодолимой силы. По словам Алдера, ответ учёного на вопрос «что происходит, когда непреодолимая сила действует на неподвижный объект» заключается в том, что предпосылка вопроса ошибочна; либо объект перемещается (и, следовательно, не является неподвижным), либо нет (в таком случае сила не является непреодолимой):
В конце концов я пришел к выводу, что язык больше, чем Вселенная, что можно в одном предложении сказать о тех вещах, которые невозможно обнаружить в реальном мире. В реальном мире может находиться объект, который никогда ещё не был в состоянии перемещения, а также он может содержать силу, которой никогда не противостояли успешно, но вопрос о том, действительно ли объект был неподвижным, может быть решен только в том случае, когда к нему будет приложена возможная сила, которая оставит его неподвижным. Таким образом, вопрос можно решить, приложив к неподвижному объекту непреодолимую силу и посмотреть, что произойдет. Либо объект будет двигаться, либо нет, что и позволит сделать нам заключение, был ли неподвижный объект действительно таковым или же непреодолимая сила была на самом деле преодолимой.
То есть, для учёного вопрос может быть решён только путём эксперимента. Алдер признаёт, однако, что «хотя ньютоновское стремление к тому, чтобы любое утверждение проверялось экспериментом… несомненно сокращает ложные положения, однако, похоже, оно так же сокращает и все остальное», поскольку это не позволяет заниматься, к примеру, политикой или религией.